# 柏崎市文化会館アルフォーレ
柏崎市文化会館アルフォーレ（かしわざきしぶんかかいかんアルフォーレ）は、新潟県柏崎市日石町にあるホール施設。2012年（平成24年）7月8日にオープンした。かしわざき振興財団・新潟照明技研共同事業体が指定管理者として管理運営を行っている。

## 沿革
柏崎市では1968年（昭和43年）10月に、当時としては県内有数の規模を誇る1,100席の大ホールを備える市民会館が市役所隣にオープンし、長らく使用されていたが、老朽化や駐車場不足、バリアフリー、耐震といった課題への対応のため、2006年（平成18年）6月に新市民会館建設検討委員会が立ち上げられていた。そうした状況下で2007年（平成19年）、新潟県中越沖地震が発生。市民会館が被災し使用不能となったため、新施設の建設が早期に行われることになった。
建設地は当初は駅前ふれあい広場（旧西川鉄工所跡地、現植木組J-フォレスト）が候補とされていたが、その後検討が進められた結果、より広い敷地を確保できる日本石油の製油所跡地に決定された。こうして2012年7月、大ホールやマルチホール、市民ラウンジ、練習室、ビュッフェなどを備える施設としてオープンした。
愛称の「アルフォーレ」はフランス語「Art」「Foret」を組み合わせたもので、公募によって寄せられた「アートフォーレ」の補作である。

## 柏崎駅前土地区画整理事業
建設地は1899年（明治32年）から2001年（平成13年）まで操業していた日本石油の製油所跡地。隣接する都市計画公園「駅前公園」の用地と合わせて「柏崎駅前土地区画整理事業」として一体的に計画が行われた。2010年（平成22年）1月に認可が下り、都市再生機構による施行で整備が進められ、2012年（平成24年）4月に同事業として竣工した。
アルフォーレ西隣の区画は当初は宅地として計画されていたものの、その後市役所新庁舎の建設地となった。

## 交通アクセス
- 柏崎駅北口より東へ徒歩約7分
- 駐車場513台、大型バス駐車場8台、駐輪場111台[3]